# Dvorek (Přibyslav)
Dvorek (německy Dworetzka) je základní sídelní jednotka která, je součástí města Přibyslav. První zmínka o Dvorku u Přibyslavi je z roku 1579 o lese Puši, jenž se nacházel na místě dnešního Dvorka. Na severozápadě od Dvorka leží odloučená část a malá osada Uhry, která je poprvé připomínána okolo roku 1830.

## Historie
Dvorek je poprvé zmiňován v souvislosti s lesem Puš, který se nacházel na místě dnešního Dvorku. Místo bylo původně v majetku kláštera v Pohledu. Tento les pohledská abatyše prodala v roce 1579 přibyslavským měšťanům.